# Richard Sư tử Tâm (opera)
Richard Sư tử Tâm (tiếng Pháp: Richard Coeur-de-Lion) là vở opera 3 màn của nhà soạn nhạc người Pháp gốc Bỉ André Grétry. Người viết lời cho tác phẩm là Michel-Jean Sedaine. Vở opera được trình diễn lần đầu tiên vào năm 1784 tại Paris. Vào năm 1795, Ludwig van Beethoven đã sáng tác 8 biến tấu dựa theo khúc Romance "Cơn sốt cháy bỏng" trong Richard Sư tử Tâm dành cho piano.